# Partido judicial de El Prat de Llobregat
El Partido judicial de El Prat de Llobregat es uno de los 49 partidos judiciales en los que se divide la comunidad autónoma de Cataluña, siendo el partido judicial n.º 25 de la provincia de Barcelona.
El ámbito territorial, que viene regulado por el Real Decreto 529/1983, de 9 de marzo, comprende la localidad de :
- El Prat de Llobregat